# 四川博物院
四川博物院位于中国四川省成都市城西青羊区，浣花溪公园旁，始建于1941年，是中国西南地区规模最大的综合性博物馆，藏品数量在中国大陆各类博物馆中位居第六，现有院藏文物26万余件，其中珍贵文物5万余件，国家一级文物1399件。

## 简介
2012年，四川博物院被国家文物局核定为第二批国家一级博物馆。2024年4月，入选中央地方共建国家级重点博物馆名单。
四川博物院藏品分为陶瓷类、砖石类、金属类、钱币类、书画类、民族民俗类、碑帖类、近现代史类八大类三十余小类文物，具有浓郁的巴蜀地方特色。这些藏品非常多樣，上至25000年前旧石器时代的“资阳人”头骨化石，下至近几年中國著名艺术家的作品，为研究四川各时期的历史、文化、经济、政治、军事提供资料。
四川博物院展览面积达12900平方米，15个展厅，可一次性展出文物3300余件，可举办大中小各类文物和艺术品展，并拥有多媒体陈列展示。此外，博物院设有现代化的对外文化交流中心和多功能学术报告厅，可为博物馆学术研究与文化交流提供平台。

## 外部連結
- 官方网站